# San Agustinillo
San Agustinillo är en ort i Mexiko.   Den ligger i kommunen Santa María Tonameca och delstaten Oaxaca, i den sydöstra delen av landet, 500 km sydost om huvudstaden Mexico City. San Agustinillo ligger 15 meter över havet och antalet invånare är 229.
Terrängen runt San Agustinillo är lite kuperad. Havet är nära San Agustinillo åt sydväst.  Närmaste större samhälle är San Pedro Pochutla, 12,2 km nordost om San Agustinillo. 